# 43. nordlige breddekreds
Den 43. nordlige breddekreds (eller 43 grader nordlig bredde) er en breddekreds, der ligger 43 grader nord for ækvator. Den løber gennem Europa, Middelhavet, Asien, Stillehavet, Nordamerika og Atlanterhavet.